# Denmark Open 1998
Die Denmark Open 1998 waren eines der Top-10-Turniere des Jahres im Badminton in Europa. Sie fanden im Vejle Idraets Center in Vejle vom  14. bis  18. Oktober statt. Das Preisgeld betrug 120.000 US-Dollar. Das Turnier hatte damit einen Vier-Sterne-Status im World Badminton Grand Prix.

## Sieger und Platzierte
| Disziplin    | Gold                                | Silber                      | Bronze                        |
| ------------ | ----------------------------------- | --------------------------- | ----------------------------- |
| Herreneinzel | Peter Gade                          | Dong Jiong                  | Kenneth Jonassen              |
| Herreneinzel | Peter Gade                          | Dong Jiong                  | Poul-Erik Høyer Larsen        |
| Dameneinzel  | Camilla Martin                      | Ye Zhaoying                 | Mia Audina                    |
| Dameneinzel  | Camilla Martin                      | Ye Zhaoying                 | Yasuko Mizui                  |
| Herrendoppel | Ricky Subagja Rexy Mainaky          | Eng Hian Flandy Limpele     | Candra Wijaya Hermono Yuwono  |
| Herrendoppel | Ricky Subagja Rexy Mainaky          | Eng Hian Flandy Limpele     | Tony Gunawan Halim Haryanto   |
| Damendoppel  | Qin Yiyuan Tang Hetian              | Huang Nanyan Yang Wei       | Deyana Lomban Eliza Nathanael |
| Damendoppel  | Qin Yiyuan Tang Hetian              | Huang Nanyan Yang Wei       | Rikke Olsen Marlene Thomsen   |
| Mixed        | Jon Holst-Christensen Ann Jørgensen | Michael Søgaard Rikke Olsen | Jens Eriksen Marlene Thomsen  |
| Mixed        | Jon Holst-Christensen Ann Jørgensen | Michael Søgaard Rikke Olsen | Simon Archer Joanne Goode     |

## Finalresultate
| Disziplin    | Sieger                              | Finalist                    | Ergebnis            |
| ------------ | ----------------------------------- | --------------------------- | ------------------- |
| Herreneinzel | Peter Gade                          | Dong Jiong                  | 15–8, 17–14         |
| Dameneinzel  | Camilla Martin                      | Ye Zhaoying                 | 13–10, 11–8         |
| Herrendoppel | Rexy Mainaky Ricky Subagja          | Flandy Limpele Eng Hian     | 15–11, 15–6         |
| Damendoppel  | Qin Yiyuan Tang Hetian              | Huang Nanyan Yang Wei       | 15–17, 15–10, 15–11 |
| Mixed        | Jon Holst-Christensen Ann Jørgensen | Michael Søgaard Rikke Olsen | 15–6, 15–14         |

## Ergebnisse

### Herreneinzel Qualifikation
- Anders Jensen –  Rasmus Nielsen: 15-10 / 9-15 / 15-12
- Martin Delfs –  Andreas Borella: 15-8 / 15-8
- Jan Jørgensen –  Søren B. Nielsen: 15-7 / 15-3
- Jesper Madsen –  Takuya Takehana: 12-15 / 15-12 / 15-2
- Hans Meldgård –  Christian Møller Madsen: 15-10 / 15-4
- Marcus Jansson –  Michael Moesgaard: 15-3 / 15-4
- Mikael Carlsson –  Norman Eby: 15-2 / 15-8
- Kim Nielsen –  Kenni Birkelund: 15-9 / 10-15 / 15-4
- Bo Rafn –  Oskar Johannesson: 15-6 / 15-9
- Anders Bruun –  Tómas Viborg: 15-4 / 15-4
- Henrik Hansen –  Jesper Hansen: 15-5 / 15-9
- Carsten Gjerlev –  Niklas Mansson: 15-7 / 15-2
- Martin Mejndor –  Johan Holm: 15-12 / 15-8
- Claus Jensen –  Thomas Røjkjær Jensen: 3-15 / 15-12 / 15-11
- Jacob Østergaard –  Henrik Kryger: 15-7 / 15-4
- Gregers Schytt –  Morten Petersen: 15-5 / 15-10

### Herreneinzel
- Peter Gade –  Tryggvi Nielsen: 15-1 / 15-1
- Rasmus Wengberg –  Antti Viitikko: 7-15 / 15-11 / 15-11
- Taufik Hidayat –  Jürgen Koch: 12-15 / 15-9 / 15-5
- Joachim Fischer Nielsen –  Paweł Kaczyński: 15-10 / 15-0
- Thomas Johansson –  Martin Delfs: 15-9 / 15-10
- Ismail Saman –  Anders Boesen: 6-15 / 15-3 / 15-12
- Chen Hong –  Claus Jensen: 15-2 / 15-1
- Gerben Bruijstens –  Alexander Book: 15-6 / 15-3
- Kenneth Jonassen –  Per-Henrik Croona: 15-10 / 15-7
- Lee Tsuen Seng –  Ji Xinpeng: 15-13 / 15-12
- Oliver Pongratz –  Fumihiko Machida: 15-12 / 15-9
- Nunung Subandoro –  Frederik Kohler: 15-11 / 15-6
- Roslin Hashim –  Peter Janum: 15-6 / 14-17 / 15-4
- Tjitte Weistra –  Jacek Niedźwiedzki: 15-4 / 15-7
- Henrik Bengtsson –  Colin Haughton: 15-8 / 15-6
- Marcus Jansson –  Søren Hansen: 17-16 / 10-15 / 15-11
- Thomas Stuer-Lauridsen –  Seiichi Watanabe: 15-2 / 15-1
- Chen Wei –  Boris Kessov: 15-4 / 15-5
- Kasper Ødum –  Anders Bruun: 15-5 / 15-5
- Rashid Sidek –  Peter Knowles: 12-15 / 15-10 / 15-2
- Michał Łogosz –  Thomas Hovgaard: 10-15 / 15-8 / 15-12
- Dicky Palyama –  Daniel Eriksson: 9-15 / 15-5 / 15-7
- Kevin Han –  Henrik Hansen: 15-9 / 15-4
- Poul-Erik Høyer Larsen –  Conrad Hückstädt: 15-1 / 15-5
- Shinji Ohta –  Gregers Schytt: 13-15 / 15-10 / 15-3
- Wong Choong Hann –  Morten Grove: 15-10 / 15-5
- Martin Hagberg –  Jesper Madsen: 15-8 / 15-1
- Heryanto Arbi –  Thomas Søgaard: 15-11 / 15-4
- Mikael Carlsson –  Franklin Wahab: 15-7 / 15-11
- Rikard Magnusson –  Mikkel Larsen: 12-15 / 15-6 / 15-6
- Pullela Gopichand –  Mike Joppien: 15-9 / 15-4
- Dong Jiong –  Kasper Fangel: 15-11 / 15-9
- Peter Gade –  Rasmus Wengberg: 15-4 / 15-10
- Taufik Hidayat –  Joachim Fischer Nielsen: 15-2 / 15-7
- Thomas Johansson –  Ismail Saman: 15-9 / 15-8
- Chen Hong –  Gerben Bruijstens: 15-4 / 15-8
- Kenneth Jonassen –  Lee Tsuen Seng: 13-15 / 15-12 / 15-8
- Oliver Pongratz –  Nunung Subandoro: 15-13 / 15-7
- Roslin Hashim –  Tjitte Weistra: 15-12 / 13-15 / 15-8
- Henrik Bengtsson –  Marcus Jansson: 15-8 / 15-0
- Thomas Stuer-Lauridsen –  Chen Wei: 15-10 / 15-13
- Rashid Sidek –  Kasper Ødum: 15-8 / 15-13
- Dicky Palyama –  Michał Łogosz: 15-2 / 15-4
- Poul-Erik Høyer Larsen –  Kevin Han: 15-7 / 15-6
- Wong Choong Hann –  Shinji Ohta: 15-4 / 15-5
- Heryanto Arbi –  Martin Hagberg: 8-15 / 15-12 / 15-3
- Rikard Magnusson –  Mikael Carlsson: 15-6 / 15-2
- Dong Jiong –  Pullela Gopichand: 15-2 / 15-11
- Peter Gade –  Taufik Hidayat: 15-8 / 10-15 / 15-7
- Thomas Johansson –  Chen Hong: 9-15 / 15-11 / 15-11
- Kenneth Jonassen –  Oliver Pongratz: 15-12 / 15-0
- Henrik Bengtsson –  Roslin Hashim: 15-11 / 17-14
- Thomas Stuer-Lauridsen –  Rashid Sidek: 15-9 / 15-5
- Poul-Erik Høyer Larsen –  Dicky Palyama: 15-4 / 15-10
- Wong Choong Hann –  Heryanto Arbi: 12-15 / 15-11 / 15-10
- Dong Jiong –  Rikard Magnusson: 15-11 / 15-8
- Peter Gade –  Thomas Johansson: 15-9 / 15-4
- Kenneth Jonassen –  Henrik Bengtsson: 15-11 / 15-1
- Poul-Erik Høyer Larsen –  Thomas Stuer-Lauridsen: 15-12 / 15-11
- Dong Jiong –  Wong Choong Hann: 15-1 / 15-1
- Peter Gade –  Kenneth Jonassen: 17-14 / 15-6
- Dong Jiong –  Poul-Erik Høyer Larsen: 15-10 / 15-6
- Peter Gade –  Dong Jiong: 15-8 / 17-14

### Dameneinzel Qualifikation
- Jane Jacoby –  Pernilla Pariola: 11-8 / 11-0
- Joanna Szleszyńska –  Tine B. Nielsen: 11-5 / 11-7
- Sissel Linderoth –  Anna Nilsson: 11-4 / 11-4
- Kyoko Komuro –  Johanna Persson: 11-1 / 11-1
- Law Pei Pei –  Katja Wengberg: 11-9 / 11-5
- Heike Schönharting –  Julie Boe: 9-11 / 11-1 / 11-9
- Anika Sietz –  Nadia Lyduch: 11-6 / 11-3
- Tanja Berg –  Malin Erlandsson: 11-8 / 11-8

### Dameneinzel
- Ye Zhaoying –  Kyoko Komuro: 11-7 / 11-3
- Christina Sørensen –  Carolien Glebbeek: 13-10 / 11-15 / 11-7
- Mette Pedersen –  Rebecca Pantaney: 11-6 / 11-0
- Karolina Ericsson –  Joanna Szleszyńska: 11-9 / 11-3
- Mia Audina –  Judith Meulendijks: 11-1 / 11-7
- Nicole Grether –  Marina Andrievskaia: 11-5 / 8-11 / 11-8
- Tine Baun –  Tracey Hallam: 13-10 / 8-11 / 13-10
- Mette Sørensen –  Han Jingna: 11-9 / 11-1
- Woon Sze Mei –  Katarzyna Krasowska: 9-11 / 11-8 / 11-4
- Margit Borg –  Lonneke Janssen: 11-3 / 5-11 / 11-8
- Anne Søndergaard –  Anu Nieminen: 11-8 / 11-2
- Yasuko Mizui –  Zhou Mi: 6-11 / 11-4 / 11-8
- Johanna Holgersson –  Law Pei Pei: 11-2 / 11-3
- Julia Mann –  Anika Sietz: 11-2 / 11-0
- Brenda Beenhakker –  Katja Michalowsky: 13-10 / 11-3
- Camilla Martin –  Yao Jie: 11-6 / 11-6
- Ye Zhaoying –  Christina Sørensen: 11-3 / 11-0
- Karolina Ericsson –  Mette Pedersen: 3-11 / 13-10 / 11-5
- Mia Audina –  Nicole Grether: 11-0 / 11-4
- Mette Sørensen –  Tine Baun: 11-4 / 11-1
- Margit Borg –  Woon Sze Mei: 11-6 / 11-5
- Yasuko Mizui –  Anne Søndergaard: 11-1 / 11-1
- Julia Mann –  Johanna Holgersson: 11-6 / 13-11
- Camilla Martin –  Brenda Beenhakker: 11-4 / 11-0
- Ye Zhaoying –  Karolina Ericsson: 11-8 / 11-1
- Mia Audina –  Mette Sørensen: 11-6 / 11-5
- Camilla Martin –  Julia Mann: 11-3 / 11-2
- Yasuko Mizui –  Margit Borg: w.o.
- Ye Zhaoying –  Mia Audina: 13-10 / 11-1
- Camilla Martin –  Yasuko Mizui: 11-1 / 11-0
- Camilla Martin –  Ye Zhaoying: 13-10 / 11-8

### Herrendoppel Qualifikation
- Martin Mejndor /  Kristoffer Petersen –  Karsten Mathiesen /  Christian Møller Madsen: 15-8 / 15-6
- Ola Molin /  Tómas Viborg –  Søren Hansen /  Peter Jensen: 15-11 / 10-15 / 15-3
- Joachim Fischer Nielsen /  Kasper Ødum –  Sebastian Ottrembka /  Joachim Tesche: 15-13 / 12-15 / 15-11
- Chen Qiqiu /  Cheng Rui –  Martin Bruun /  Thomas Hovgaard: 17-15 / 15-8
- Alexander Book /  Antti Viitikko –  Andreas Ehn /  Oskar Johannesson: 15-6 / 15-13
- Boris Reichel /  Thomas Tesche –  Claus Jensen /  Thomas Laybourn: 9-15 / 15-11 / 15-10
- Michał Łogosz /  Robert Mateusiak –  Jesper Hansen /  Jesper Madsen: 15-6 / 17-15
- Jesper Thomsen /  Steen Thygesen-Poulsen –  Norman Eby /  Franklin Wahab: 15-9 / 5-15 / 15-9

### Herrendoppel
- Tony Gunawan /  Halim Haryanto –  Shinji Ohta /  Takuya Takehana: 15-5 / 15-2
- Henrik Andersson /  Fredrik Bergström –  Norbert van Barneveld /  Jurgen van Leeuwen: 15-8 / 15-8
- Jens Eriksen /  Jesper Larsen –  Martin Mejndor /  Kristoffer Petersen: 15-1 / 15-6
- Chen Wei /  Ji Xinpeng –  James Anderson /  Neil Waterman: 15-12 / 5-15 / 15-0
- Ricky Subagja /  Rexy Mainaky –  Chang Kim Wai /  Rosman Razak: 15-5 / 15-6
- Chen Qiqiu /  Cheng Rui –  Michael Helber /  Björn Siegemund: 15-9 / 15-13
- Simon Archer /  Chris Hunt –  Harald Koch /  Jürgen Koch: 15-4 / 15-2
- Patrick Ejlerskov /  Jonas Rasmussen –  Johan Holm /  Patrick Isaksson: 15-10 / 15-11
- Candra Wijaya /  Hermono Yuwono –  Per-Henrik Croona /  Markus Leijonberg: 15-6 / 15-1
- Julian Robertson /  Nathan Robertson –  Jim Laugesen /  Thomas Stavngaard: 15-9 / 4-15 / 15-10
- Cheah Soon Kit /  Choong Tan Fook –  Boris Reichel /  Thomas Tesche: 15-2 / 15-2
- Zhang Jun /  Zhang Wei –  Peder Nissen /  Ove Svejstrup: 15-7 / 15-10
- Jesper Mikla /  Lars Paaske –  Michał Łogosz /  Robert Mateusiak: 15-4 / 15-10
- Peter Axelsson /  Pär-Gunnar Jönsson –  Dennis Lens /  Quinten van Dalm: 12-15 / 15-11 / 15-6
- Fumihiko Machida /  Seiichi Watanabe –  Christian Mohr /  Janek Roos: 17-14 / 15-12
- Eng Hian /  Flandy Limpele –  Michael Lamp /  Martin Lundgaard Hansen: 15-7 / 15-4
- Tony Gunawan /  Halim Haryanto –  Henrik Andersson /  Fredrik Bergström: 15-7 / 15-3
- Jens Eriksen /  Jesper Larsen –  Chen Wei /  Ji Xinpeng: 15-7 / 15-6
- Ricky Subagja /  Rexy Mainaky –  Chen Qiqiu /  Cheng Rui: 15-11 / 15-3
- Simon Archer /  Chris Hunt –  Patrick Ejlerskov /  Jonas Rasmussen: 15-2 / 15-4
- Candra Wijaya /  Hermono Yuwono –  Julian Robertson /  Nathan Robertson: 15-13 / 14-17 / 15-4
- Cheah Soon Kit /  Choong Tan Fook –  Zhang Jun /  Zhang Wei: 17-15 / 17-14
- Peter Axelsson /  Pär-Gunnar Jönsson –  Jesper Mikla /  Lars Paaske: 6-15 / 15-6 / 15-3
- Eng Hian /  Flandy Limpele –  Fumihiko Machida /  Seiichi Watanabe: 15-4 / 15-7
- Tony Gunawan /  Halim Haryanto –  Jens Eriksen /  Jesper Larsen: 13-15 / 15-3 / 15-11
- Ricky Subagja /  Rexy Mainaky –  Simon Archer /  Chris Hunt: 15-7 / 15-4
- Candra Wijaya /  Hermono Yuwono –  Cheah Soon Kit /  Choong Tan Fook: 11-15 / 15-9 / 15-8
- Eng Hian /  Flandy Limpele –  Peter Axelsson /  Pär-Gunnar Jönsson: 15-4 / 10-15 / 15-6
- Ricky Subagja /  Rexy Mainaky –  Tony Gunawan /  Halim Haryanto: 17-16 / 15-12
- Eng Hian /  Flandy Limpele –  Candra Wijaya /  Hermono Yuwono: 15-9 / 15-12
- Ricky Subagja /  Rexy Mainaky –  Eng Hian /  Flandy Limpele: 15-11 / 15-6

### Damendoppel
- Huang Nanyan /  Yang Wei –  Pernilla Pariola /  Katja Wengberg: 15-1 / 15-1
- Ann-Lou Jørgensen /  Tine Baun –  Nicol Pitro /  Anika Sietz: 15-10 / 12-15 / 15-13
- Joanne Davies /  Tracey Hallam –  Naomi Murakami /  Hiromi Yamada: 15-10 / 10-15 / 17-14
- Marina Andrievskaia /  Catrine Bengtsson –  Julie Boe /  Jeanette Lund: 15-7 / 15-10
- Rikke Olsen /  Marlene Thomsen –  Heike Schönharting /  Wiebke Schrempf: 15-2 / 15-0
- Han Jingna /  Ye Zhaoying –  Tine B. Nielsen /  Anna Nilsson: 15-2 / 15-5
- Lotte Jonathans /  Nicole van Hooren –  Helle Bo Duus /  Tina Olsen: 15-1 / 15-5
- Anna Lundin /  Johanna Persson –  Sarah Jonsson /  Nadia Lyduch: 17-15 / 17-16
- Pernille Harder /  Helene Kirkegaard –  Sandra Beißel /  Katja Michalowsky: 15-9 / 15-2
- Joanne Goode /  Donna Kellogg –  Marlene Bech /  Belinda Elkjer: 15-1 / 15-1
- Margit Borg /  Jenny Karlsson –  Sissel Linderoth /  Anu Nieminen: 15-3 / 15-5
- Qin Yiyuan /  He Tian Tang –  Jane F. Bramsen /  Mette Schjoldager: 15-6 / 15-2
- Yao Jie /  Zhou Mi –  Katarzyna Krasowska /  Joanna Szleszyńska: 15-7 / 15-5
- Ann Jørgensen /  Majken Vange –  Malin Erlandsson /  Johanna Holgersson: 15-5 / 15-3
- Nicole Grether /  Karen Neumann –  Ella Tripp /  Sara Sankey: 15-10 / 9-15 / 15-5
- Deyana Lomban /  Eliza Nathanael –  Jane Jacoby /  Christina Sørensen: 15-8 / 15-0
- Huang Nanyan /  Yang Wei –  Ann-Lou Jørgensen /  Tine Baun: 15-2 / 15-3
- Marina Andrievskaia /  Catrine Bengtsson –  Joanne Davies /  Tracey Hallam: 15-6 / 10-15 / 15-7
- Rikke Olsen /  Marlene Thomsen –  Han Jingna /  Ye Zhaoying: 15-8 / 15-7
- Lotte Jonathans /  Nicole van Hooren –  Anna Lundin /  Johanna Persson: 15-10 / 15-8
- Pernille Harder /  Helene Kirkegaard –  Joanne Goode /  Donna Kellogg: 17-14 / 15-8
- Ann Jørgensen /  Majken Vange –  Yao Jie /  Zhou Mi: 15-13 / 10-15 / 15-6
- Deyana Lomban /  Eliza Nathanael –  Nicole Grether /  Karen Neumann: 15-5 / 15-9
- Qin Yiyuan /  He Tian Tang –  Margit Borg /  Jenny Karlsson: w.o.
- Huang Nanyan /  Yang Wei –  Marina Andrievskaia /  Catrine Bengtsson: 15-6 / 15-5
- Rikke Olsen /  Marlene Thomsen –  Lotte Jonathans /  Nicole van Hooren: 11-15 / 15-0 / 15-4
- Qin Yiyuan /  He Tian Tang –  Pernille Harder /  Helene Kirkegaard: 15-6 / 15-2
- Deyana Lomban /  Eliza Nathanael –  Ann Jørgensen /  Majken Vange: 15-10 / 15-3
- Huang Nanyan /  Yang Wei –  Rikke Olsen /  Marlene Thomsen: 15-11 / 15-1
- Qin Yiyuan /  He Tian Tang –  Deyana Lomban /  Eliza Nathanael: 15-10 / 15-6
- Qin Yiyuan /  He Tian Tang –  Huang Nanyan /  Yang Wei: 15-17 / 15-10 / 15-11

### Mixed
- Michael Søgaard /  Rikke Olsen –  Zhang Jun /  Yang Wei: 14-17 / 15-8 / 15-8
- Nathan Robertson /  Joanne Davies –  Christian Mohr /  Nicol Pitro: 15-11 / 15-13
- Janek Roos /  Helene Kirkegaard –  Quinten van Dalm /  Nicole van Hooren: 15-9 / 13-15 / 15-7
- Björn Siegemund /  Karen Neumann –  Peter Lund /  Marlene Bech: 15-5 / 15-4
- Simon Archer /  Joanne Goode –  Ove Svejstrup /  Majken Vange: 15-6 / 15-6
- Fredrik Bergström /  Jenny Karlsson –  Michael Lamp /  Sara Runesten-Petersen: 15-12 / 15-5
- Lars Paaske /  Jane F. Bramsen –  Peter Steffensen /  Lene Mørk: 15-3 / 15-6
- András Piliszky /  Marie Nissen –  Joachim Tesche /  Wiebke Schrempf: 15-7 / 15-7
- Martin Lundgaard Hansen /  Pernille Harder –  Ian Pearson /  Donna Kellogg: 15-11 / 15-12
- Jon Holst-Christensen /  Ann Jørgensen –  Norman Eby /  Heike Schönharting: 15-1 / 15-5
- Lars Pedersen /  Anne Mette Bille –  Norbert van Barneveld /  Lotte Jonathans: 15-11 / 15-8
- Tri Kusharyanto /  Minarti Timur –  Peder Nissen /  Mette Schjoldager: 15-5 / 15-7
- Chris Bruil /  Erica van den Heuvel –  Fumihiko Machida /  Yasuko Mizui: 15-4 / 15-12
- Jonas Rasmussen /  Ann-Lou Jørgensen –  Ola Molin /  Anna Lundin: 15-6 / 15-6
- Zhang Wei /  Huang Nanyan –  Boris Reichel /  Sandra Beißel: 15-3 / 9-15 / 17-16
- Jens Eriksen /  Marlene Thomsen –  Henrik Andersson /  Catrine Bengtsson: 15-8 / 15-9
- Michael Søgaard /  Rikke Olsen –  Nathan Robertson /  Joanne Davies: 15-13 / 15-4
- Janek Roos /  Helene Kirkegaard –  Björn Siegemund /  Karen Neumann: 15-17 / 15-8 / 15-9
- Simon Archer /  Joanne Goode –  Fredrik Bergström /  Jenny Karlsson: 15-5 / 15-4
- Lars Paaske /  Jane F. Bramsen –  András Piliszky /  Marie Nissen: 15-5 / 15-3
- Jon Holst-Christensen /  Ann Jørgensen –  Martin Lundgaard Hansen /  Pernille Harder: 15-3 / 15-5
- Tri Kusharyanto /  Minarti Timur –  Lars Pedersen /  Anne Mette Bille: 15-3 / 15-3
- Chris Bruil /  Erica van den Heuvel –  Jonas Rasmussen /  Ann-Lou Jørgensen: 15-1 / 15-13
- Jens Eriksen /  Marlene Thomsen –  Zhang Wei /  Huang Nanyan: 11-15 / 15-5 / 17-15
- Michael Søgaard /  Rikke Olsen –  Janek Roos /  Helene Kirkegaard: 15-3 / 15-13
- Simon Archer /  Joanne Goode –  Lars Paaske /  Jane F. Bramsen: 15-9 / 15-9
- Jon Holst-Christensen /  Ann Jørgensen –  Tri Kusharyanto /  Minarti Timur: 15-2 / 15-7
- Jens Eriksen /  Marlene Thomsen –  Chris Bruil /  Erica van den Heuvel: 15-2 / 15-8
- Michael Søgaard /  Rikke Olsen –  Simon Archer /  Joanne Goode: 15-6 / 15-4
- Jon Holst-Christensen /  Ann Jørgensen –  Jens Eriksen /  Marlene Thomsen: 15-9 / 15-8
- Jon Holst-Christensen /  Ann Jørgensen –  Michael Søgaard /  Rikke Olsen: 15-6 / 15-14